# 무상삼매
무상삼매(無想三昧, 산스크리트어: nirvikalpa samādhi) 또는 니르비칼파 사마디는 삼매의 하나로서 유상삼매(有想三昧) 보다 깊은 경지를 말한다.
- 무심유사지 - 일시적 무상삼매
- 무심무사지 - 완전한 무상삼매

참고로 불교에서는 산스크리트어 니르비칼파(nirvikalpa)를 무상(無想)으로 번역하지 않으며 무분별(無分別)로 번역한다. 예를 들어, 진여의 본래 지혜를 무분별지(無分別智, 산스크리트어: nirvikalpa-jñāna, 니르비칼파 즈냐나)라 한다. 그리고 산스크리트어 아삼즈니(asaṃjñi)가 무상(無想)으로 번역되는데, 예를 들어 무상정(無想定, 산스크리트어: asaṃjñi-samāpatti)과 무상천(無想天, 산스크리트어: asaṃjñi-devānām)이 있다. 불교에서 무상(無想)과 무분별(無分別)은 매우 커다란 차이가 있다.

## 같이 보기
- 유상삼매 (힌두교)
- 요가불교 (불교)
- 3삼매 (불교)
- 3해탈문 (불교)
- 사하스라라

## 참고 문헌
- 고려대장경연구소. 《고려대장경 전자 불교용어사전》. 고려대장경 지식베이스 / (사)장경도량 고려대장경연구소. |title=에 외부 링크가 있음 (도움말)
- 곽철환 (2003). 《시공 불교사전》. 시공사 / 네이버 지식백과. |title=에 외부 링크가 있음 (도움말)
- (중국어) 星雲. 《佛光大辭典(불광대사전)》 3판. |title=에 외부 링크가 있음 (도움말)